# Alen Mustafić
Alen Mustafić [alen mustafič] (* 5. červenec 1999, Tuzla) je bosenský fotbalový záložník a bývalý mládežnický reprezentant do 19 let, od července 2024 hráč slovenského mužstva ŠK Slovan Bratislava. Mimo Bosnu a Hercegovinu působil na klubové úrovni na Slovensku, v Dánsku a Polsku. Nastupuje na pozici středního záložníka, může hrát i na postu tzv. šestky nebo osmičky. Jedná se o dynamického hráče, dokáže v rychlosti působit na velkém prostoru.

## Klubová kariéra
Svoji fotbalovou kariéru začal v klubu FK Sloboda Tuzla, odkud v průběhu mládeže odešel do týmu FK Sarajevo. Na jaře 2018 získal se starším dorostem mistrovský titul.

### FK Sarajevo
Před jarní částí ročníku 2017/18 se propracoval do prvoligového A-mužstva FK. Ligový debut v "áčku" tohoto klubu absolvoval ve 20. kole hraném 25. února 2018 proti Radniku Bijeljina, na hrací plochu přišel v 76. minutě. Utkání skončilo bezbrankovou remízou. Na jaře 2019 získal se Sarajevem double – prvenství v bosenském poháru i v lize. Svůj první ligový gól za FK zaznamenal 15. 9. 2019 v souboji s týmem FK Zvijezda 09 (výhra 2:0), když ve 43. minutě otevřel skóre střetnutí. V dresu Sarajeva odehrál v lize 30 zápasů, další čtyři starty přidal v předkolech Evropské ligy UEFA. V sezoně 2019/20 obhájil se Sarajevem ligový titul, i když na jaře 2020 působil ve Slovanu Bratislava.

### ŠK Slovan Bratislava

#### Sezóna 2019/20
V lednu 2020 odešel ze Sarajeva na půlroční hostování s opcí na přestup na Slovensko do Slovanu Bratislava. Při svém prvním ligovém střetnutí v dresu "belasých" odehrál celé utkání proti mužstvu MŠK Žilina, Se Slovanem vyhrál 3:2 a pomohl mu k obhajobě ligového primátu z předešlého ročníku 2018/19. S "belasými" ve stejné sezoně triumfoval i ve slovenském poháru a získal tak s klubem „double“. V létě 2020 se stal hráčem Slovanu Bratislava, když podepsal čtyřletý kontrakt.

#### Sezóna 2021/22
Se Slovanem se kvalifikoval do skupinové fáze Evropské konferenční ligy UEFA 2021/22, v předkolech Evropských pohárů však nastoupil jen k jednomu střetnutí. V základní skupině ale za bratislavský tým neodehrál žádný duel, jelikož nebyl zařazen na soupisku pro tuto soutěž. Svoji první ligovou branku v sezoně dal v souboji s mužstvem FK Senica, když se podílel svým střeleckým zásahem ze 14. minuty na vysokém domácím vítězství 5:0. Následně skóroval v duelu 27. kola proti klubu FC DAC 1904 Dunajská Streda při domácím vítězství 3:1. V ročníku 2021/22 pomohl svému zaměstnavateli již ke čtvrtému titulu v řadě, což Slovan dokázal jako první v historii slovenského fotbalu.

#### Sezóna 2022/23
Se Slovanem se probojoval do skupinové fáze Evropské konferenční ligy UEFA 2022/23, v předkolech Evropských pohárů však nastoupil jen ke třem střetnutím. Se spoluhráč byli zařazeni do základní skupiny H, kde v konfrontaci se soupeři: FC Basilej (Švýcarsko) - (výhra 2:0 venku a remíza 3:3 doma), FK Žalgiris (Litva) - (remíza 0:0 doma a výhra 2:1 venku) a FC Pjunik Jerevan (Arménie) - (prohra 0:2 venku a výhra 2:1 doma) postoupili se ziskem 11 bodů jako vítěz skupiny poprvé v novodobé historii Slovanu do jarní vyřazovací fáze některé evropské pohárové soutěže. V ní však nenastoupil, jelikož v zimě odešel. Mustafić v této sezoně pohárové Evropy odehrál celkem devět zápasů. Na konci ročníku vybojoval Slovan historicky pátý titul v řadě, na jehož zisku se Mustafić částečně podílel.

### FC Nitra (hostování)
Po přestupu k "belasým" byl poslán kvůli většímu hernímu vytížení na rok hostovat do týmu FC Nitra. Ligový debut v dresu Nitry absolvoval shodou okolností proti Slovanu v prvním kole hraném 8. 8. 2020. Nastoupil na celých 90 minut, ale vysoké domácí prohře 0:5 nezabránil. Poprvé v ročníku skóroval ve 12. kole v souboji se svým mateřským mužstvem, když dal v 62. minutě jedinou a tudíž vítěznou branku zápasu. Svůj druhý ligový gól v sezoně zaznamenal 16. prosince 2020 v 18. kole, když v 73. minutě srovnával na průběžných 1:1 proti klubu AS Trenčín. Utkání nakonec skončilo prohrou Nitry 1:2. Na jaře 2021 bojoval s FC o záchranu v nejvyšší soutěži, která se nepovedla.

### Odense BK
V zimním přestupovém období ročníku 2022/23 přestoupil za nespecifikovanou částku do dánského týmu Odense BK. Svůj první zápas v lize si zde připsal v 19. kole v souboji s mužstvem FC Nordsjælland (prohra 2:4), na hrací plochu přišel jako střídající hráč. Poprvé v sezoně a zároveň i naposledy během toho angažmá za Odense se trefil v nadstavbě 28. 4. 2023, když proti klubu AC Horsens dával v 57. minutě na průběžných 2:1. Utkání na hřišti soupeře nakonec skončilo remízou 2:2. V jarní části sezony se svým zaměstnavatelem hrál o udržení v dánské první lize, které se zdařilo.

### Śląsk Wrocław (hostování)
V lednu 2024 zamířil na půlroční hostování s předkupním právem do Polska, do týmu Śląsk Wrocław. Ligový debut v dresu Śląsku zažil v souboji s Pogońem Szczecin (prohra 0:1), na trávník přišel v 76. minutě. Na jaře 2024 bojoval se Śląskem Wrocław do posledních kol o titul v tamní lize, tu však nakonec vyhrál celek Jagiellonia Białystok. Během toho angažmá nastupoval i za rezervu. Po šesti měsících odešel zpět do mužstva Odense BK, jelikož Śląsk nevyužil opci.

### ŠK Slovan Bratislava (návrat)
V průběhu ročníku 2024/2025 se vrátil do Slovanu Bratislava, s jehož vedením uzavřel smlouvu na tři roky. Se Slovanem se na podzim 2024 poprvé v historii klubu dostal do hlavní části Ligy mistrů UEFA 2024/2025, v předkolech tohoto Evropského poháru však nastoupil jen k jednomu utkání. V ligové fázi tehdy hrající se novým formátem se se spoluhráči střetli s týmy Manchester City FC (Anglie) - (prohra 0:4 doma), FC Bayern Mnichov (Německo) - (prohra 1:3 venku), Atlético Madrid (Španělsko) - (prohra 1:3 venku), AC Milán (Itálie) - (prohra 2:3 doma), GNK Dinamo Záhřeb (Chorvatsko) - (prohra 1:4 doma), Celtic FC (Skotsko) - (prohra 1:5 venku), VfB Stuttgart (Německo) - (prohra 1:3 doma) a Girona FC (Španělsko) - (prohra 0:2 venku) a v konečné tabulce složené ze všech mužstev postoupivších do ligové fáze skončili na 35. místě a do vyřazovací fáze nepostoupili. Celkem v této sezoně pohárové Evropy odehrál Mustafić pět střetnutí, v nichž branku nedal. Obnovenou premiéru v lize v dresu Slovanu si odbyl v úvodním kole hraném 27. července 2024 proti klubu KFC Komárno (výhra 4:1), odehrál 64 minut. Na jaře 2025 vybojoval se Slovanem Bratislava po domácí výhře 4:3 nad celkem MŠK Žilina sedmý ligový titul v řadě.

## Klubové statistiky
Aktuální k 18. květnu 2025
| Sezona    | Klub                         | Soutěž               | Zápasy | Góly |
| --------- | ---------------------------- | -------------------- | ------ | ---- |
| 2017/2018 | FK Sarajevo                  | BH Telecom PL        | 9      | 0    |
| 2018/2019 | FK Sarajevo                  | BH Telecom PL        | 9      | 0    |
| 2019/2020 | FK Sarajevo                  | BH Telecom PL        | 7      | 1    |
| 2019/2020 | ŠK Slovan Bratislava (host.) | Fortuna liga         | 2      | 0    |
| 2020/2021 | FC Nitra (host.)             | Fortuna liga         | 31     | 2    |
| 2021/2022 | ŠK Slovan Bratislava         | Fortuna liga         | 16     | 2    |
| 2022/2023 | ŠK Slovan Bratislava         | Fortuna liga         | 17     | 0    |
| 2022/2023 | Odense BK                    | 3F Superliga         | 6      | 1    |
| 2023/2024 | Odense BK                    | 3F Superliga         | 4      | 0    |
| 2023/2024 | Śląsk Wrocław (host.)        | PKO Bank Ekstraklasa | 6      | 0    |
| 2024/2025 | Odense BK                    | NordicBet Liga       | 0      | 0    |
| 2024/2025 | ŠK Slovan Bratislava         | Niké liga            | 17     | 0    |
| 2025/2026 | ŠK Slovan Bratislava         | Niké liga            |        |      |